# Scarecrow (film 2013)
Scarecrow è un film televisivo del 2013 diretto da Sheldon Wilson.
Il film è stato trasmesso su Syfy il 5 ottobre 2013 ed è stato distribuito in DVD il 25 febbraio 2014. Si tratta del 25° film della serie Maneater.

## Trama
Due adolescenti, Chad e la sua fidanzata Marcy vanno in un campo di grano per spaventare i loro amici Tyler e Nikki, colpevoli di aver pubblicato delle loro foto online. I due entrano in un vecchio fienile e cadono attraverso il pavimento. Marcy si ferisce alla coscia e Chad cerca di aiutarla. Misteriosamente, il suo sangue viene assorbito sotto di lei e qualcosa che si muove la fa sobbalzare. Una mano mostruosa afferra la testa di Chad da dietro, uccidendolo. Marcy si mette ad urlare.
Nella scena successiva, il professor Aaron Harris porta sei adolescenti: Calvin, Daevon, Nikki, Tyler, Maria e Beth in un campo di grano abbandonato per raccogliere uno spaventapasseri da utilizzare per il 100° Scarecrow festival. Nikki e Tyler dicono che il luogo ha una leggenda che è il risultato della morte di 30 persone che vivevano lì. Tyler inizia il canto locale, "Non dorme mai, non muore mai, non può essere fermato, ascolta le loro grida. Lo Spaventapasseri vive per ucciderci tutti. Tienilo sepolto in autunno..." Quando arrivano, Aaron vede la sua ex-fidanzata Kristen Miller e scende dall'autobus per parlarle. Mentre parlano, Nikki prende le chiavi lasciate nel blocchetto di accensione del bus e recupera il suo cellulare che Aaron gli aveva precedentemente sequestrato.
Nel frattempo, Kristen dice ad Aaron che ha invitato Eddie, l'ex migliore amico di Aaron, che in passato ha frequentato Kristen, per aiutare con lo spaventapasseri. Eddie arriva e cerca di andarsene dopo aver visto Aaron, ma non riesce a far partire il suo camion. Nel frattempo i ragazzi si dirigono verso lo spaventapasseri. Mentre Aaron, Kristen e Eddie si incontrano con i ragazzi, Calvin è legato allo spaventapasseri ma mancano Nikki e Tyler. Kristen, Eddie e Daevon iniziano a sciogliere Calvin, Beth viene afferrata da una forza sconosciuta e trascinata nel campo di grano. Aaron dice a Maria, Calvin e Daevon di rimanere dove sono, mentre lui, Kristen e Eddie vanno a salvare Beth.
Dopo che se ne vanno, Calvin scappa in preda al panico. Kristen trova Beth, che è ancora viva, ma viene trascinata via. Dopo che è stata aiutata, tutti (esclusi Nikki e Tyler) corrono in una fattoria deserta vicino al campo. Qualcosa tenta di sfondare la porta e cercano di trattenerlo. Poi il corpo di Tyler viene lanciato sul davanzale della finestra, prima di essere trascinato di nuovo fuori.

## Produzione
Il film è stato girato con un budget stimato di 2.000.000 di dollari.

## Distribuzione
Il film è stato distribuito in DVD dalla Gaiam International il 25 febbraio 2014. È stato successivamente distribuito dalla Sonar Entertainment il 10 marzo 2015 come parte della sua Fright Night Collection.

## Accoglienza
Felix Vasquez di Cinema Crazed ha dato al film una recensione negativa, scrivendo, "Scarecrow ha sicuramente il potenziale per offrire un mostro puro, e sfida le aspettative con alcune sorprese. Non si aggiunge a un film horror divertente o remoto, però. Alla fine, è semplicemente solo un mostro azionario su un thriller scatenato che è guardabile a causa di Chabert."

## Citazioni
In un dialogo del film viene citato il documentario Scared Straight! (1978).